# Santa Catarina (bang)
Santa Catarina là một bang nằm ở miền nam Brasil, đây là một trong những bang có chất lượng sống tốt nhất ở châu Mỹ La tinh. Thủ phủ là Florianópolis. Các bang tiếp giáp gồm Rio Grande do Sul về phía bắc và Paraná về phía nam. Bang này giáp Đại Tây Dương về phía đông và về phía bắc là tỉnh Misiones, Argentina.
Phần lớn cư dân ở đây là người gốc Bồ Đào Nha, Đức và Ý. Di sản của di dân Ý, Đức và Bồ Đào Nha có thể thấy qua kiến trúc và phong tục tại nơi đây. Lễ hội bia có nguồn gốc từ Đức, Oktoberfest, được tổ chức vào tháng Mười hàng năm. Với đường bờ biển dài 561 km, Santa Catarina là một trong những địa điểm du lịch hấp dẫn. Florianópolis, thủ phủ bang, nằm trên một hòn đảo, là một trong những thành có nhiều khách du lịch ngoại quốc nhất Brasil. Joinville là thành phố lớn nhất của Santa Catarina.

## Liên kết
| Tìm hiểu thêm về Santa Catarina tại các dự án liên quan |                                   |
| Tìm kiếm Wiktionary                                     | Từ điển từ Wiktionary             |
| Tìm kiếm Commons                                        | Tập tin phương tiện từ Commons    |
| Tìm kiếm Wikinews                                       | Tin tức từ Wikinews               |
| Tìm kiếm Wikiquote                                      | Danh ngôn từ Wikiquote            |
| Tìm kiếm Wikisource                                     | Văn kiện từ Wikisource            |
| Tìm kiếm Wikibooks                                      | Tủ sách giáo khoa từ Wikibooks    |
| Tìm kiếm Wikiversity                                    | Tài nguyên học tập từ Wikiversity |

- (tiếng Anh) Santa Catarina on Youtube
- Camboriu.org - Balneario Camboriu guide, news, beach, tourism, sports and entertainment Lưu trữ ngày 10 tháng 12 năm 2011 tại Wayback Machine
- (tiếng Anh) Brasil
- (tiếng Bồ Đào Nha) Official Website
- (tiếng Bồ Đào Nha) Informações sobre as Cidades de Santa Catarina, Eventos, e Diretório de empresas Lưu trữ ngày 25 tháng 11 năm 2010 tại Wayback Machine
- (tiếng Bồ Đào Nha) Bela Santa Catarina Lưu trữ ngày 10 tháng 2 năm 2009 tại Wayback Machine
- (tiếng Anh) Brazilian Tourism Portal Lưu trữ ngày 12 tháng 12 năm 2007 tại Wayback Machine
- (tiếng Bồ Đào Nha) Official Hotel Guide
- (tiếng Anh) Brazilian Embassy in London Lưu trữ ngày 6 tháng 12 năm 2004 tại Wayback Machine
- (tiếng Đức) Video about Santa Catarina
- Santa Catarina tourist profile, in three languages Lưu trữ ngày 24 tháng 11 năm 2009 tại Wayback Machine
- Recanto das Águas Hotel e SPA - Nature and Culture Lưu trữ ngày 4 tháng 5 năm 2019 tại Wayback Machine
- Polícia Militar do Estado de Santa Catarina (Santa Catarina's State Military Police) Lưu trữ ngày 24 tháng 6 năm 2012 tại Wayback Machine
- (tiếng Đức) Video about Santa Catarina
- Santa Catarina enterprise profile, in twelve languages Lưu trữ ngày 19 tháng 10 năm 2007 tại Wayback Machine
- Santa Catarina tourist profile, in three languages Lưu trữ ngày 24 tháng 11 năm 2009 tại Wayback Machine
- Caterina Republic